# Heroes & Generals
Heroes & Generals (Nederlands: Helden & Generaals) was een free-to-play first-person shooter gecombineerd met strategische aspecten over de Tweede Wereldoorlog. Het spel is ontworpen door Reto-Moto. Reto-Moto is opgericht door enkele ex-medewerkers van IO Interactive, bekend van de Hitman series. De ontwikkelaars noemen het een "Mass Participation Game", in tegenstelling tot een traditionele MMO, waar de actie van het FPS-spel het strategiespel beïnvloedt.

## Gameplay
Als een speler een account aanmaakt en het spel begint te spelen, beschikt hij/zij over drie infanteriesoldaten, dus een soldaat van ieder land: Duitsland, de Sovjet-Unie en de Verenigde Staten. Deze soldaten krijgen ieder het respectievelijke halfautomatische geweer van hun land en de handgranaat van hun land. Extra soldaten kunnen gekocht worden met in-game credits, die verdient kunnen worden door het FPS-gedeelte van het spel te spelen. Een beginnende speler kan dan met deze soldaten enkel spelen in de 'Encounter' gamemode. Als de speler level 3 behaald heeft, ontgrendeld deze de 'Skirmish' gamemode en als de speler level 4 behaald ontgrendeld deze de 'Assault' gamemode. Er is een apart level-systeem voor de speler in het algemeen en al zijn aparte soldaten. Het algemene systeem voor de speler kan gamemodes en de verschillende soorten soldaten (infanterie, tankbestuurder, gevechtspiloot, paracommando, sluipschutter en generaal) ontgrendelen, terwijl het de levels van de aparte soldaten hun salaris in credits per gespeeld uur bepaald.
Het belangrijkste onderdeel van het spel is de first-person-shooter. Hier is het de bedoeling dat de teams radioposten veroveren om zo het spel te winnen. Er zijn twee grote verschillende soorten in het FPS-gedeelte: de 'Staged Battles' en de 'War Battles'. Staged battles zijn gevechten die gegenereerd worden door de server, waarbij ieder team start met evenveel reservesoldaten, tanks, vliegtuigen, etc. voor een zo eerlijk mogelijk verloop. De staged battles hebben geen invloed op het grotere spel, buiten het feit dat spelers hier credits en XP-punten kunnen verdienen. Spelers kunnen met eender welke soldaat (behalve generaals) deelnemen aan gevechten in de Staged Battles.
De War Battles daarentegen worden bepaald door generaals. Een speler kan generaal worden als deze level 12 is en een soldaat heeft van level 18, of als de speler een generaal koopt. Generaals en officieren (soldaten vanaf level 12) hebben toegang tot 'Assault Teams', dus een groep soldaten, die gekocht kunnen worden met zogenaamde Warfunds, een valuta dat alleen verdient kan worden door in het War-gedeelte van de FPS te spelen. Generaals en officieren kunnen deze assault teams inzetten op de War kaart, een kaart van Europa met daarop honderden steden. Er zijn 23 hoofdsteden op de kaart, waaronder Londen, Rotterdam en Moskou. De assault teams kunnen ingezet worden om steden aan te vallen of te verdedigen, en als twee verschillende landen dezelfde stad willen, wordt er een FPS-gevecht opgestart. Het aantal reservetroepen is in de War dus afhankelijk van het aantal assault teams dat de generaals voorzien in de gevechten, dus deze gevechten kunnen regelmatig 'oneerlijk' zijn. Een speler kan in een oorlog slechts met een land meestrijden, dit land moet gekozen worden aan het begin van iedere oorlog. Een oorlog kan door een land gewonnen worden door 15 van de 23 hoofdsteden te veroveren.
De drie spelvormen in het FPS-spel:
- Assault (aanval): Een assault is het grootste gevecht van de drie spelvormen. In een assault-gevecht strijden twee tot drie teams voor de hoofdradioposten in de map. Er is altijd een team de defender (verdediger) en de andere team(s) zijn de attackers (aanvallers). Het verdedigende team start met de hoofdradioposten, vaak gelegen in het midden van de map zoals bv. een brug, een kerk en een politiekantoor. De aanvaller(s) starten met de uiterste radioposten, die via een weg van twee tot drie andere radioposten die achtereenvolgens veroverd moeten worden om bij de hoofdradioposten te komen. Veroverde radioposten kunnen daarna als spawn-punt worden gebruikt. Een assault spel eindigt als oftewel de verdedigers alle radioposten in de map veroverd hebben, de aanvallers alle hoofdradioposten veroverd hebben of als een van beide teams alle soldaten van het andere team doden zodat er geen reservetroepen meer over zijn. In assault maps kunnen alle soorten soldaten behalve generaals vechten. Elke stad in de War is een assault gevecht en er zijn momenteel vijf verschillende assault maps;[4]
- Skirmish (schermutseling): Een skirmish map is een kleine map met enkel drie hoofdradioposten. Hier zijn maximum twee teams die het tegen elkaar opnemen om minstens twee van de drie radioposten in handen te houden. De twee teams hebben ieder een vast spawn-punt dat even ver verwijderd is van de radioposten als het spawn-punt van het andere team. In een skirmish map kunnen alle soorten soldaten vechten behalve generaals en gevechtspiloten. In een war wordt een skirmish gevecht gestart als twee vijandelijke assault teams elkaar tegenkomen terwijl ze onderweg zijn naar elkaars stad. Momenteel zijn er drie verschillende skirmish maps in het spel;
- Encounter (ontmoeting): De encounter map is een simpelere versie van de skirmish spelvorm, er is namelijk maar een radiopost om te veroveren. In dit soort spelvorm kan enkel infanterie vechten. Momenteel zijn er twee encounter maps in het spel.

Het spel bevat verschillende soorten terreinen zoals grote vlaktes, platteland & stadsgebieden. Deze stadsgevechten bevatten onder meer gevechten langs een waterloop, de stationsbuurt of een boulevard.

### Wapentuig
Het spel bevat verschillende voertuigen voor de verschillende soorten soldaten. Voor infanterie zijn er de pantservoertuigen zoals de M3A1 Halftrack en de SdkFz 251, jeeps, trucks, mobiele luchtafweer, motors en fietsen. Voor tankbestuurders zijn er de verschillende tanks, onderverdeeld in lichte tanks (bv. Panzerkampfwagen 38t), medium tanks (bv. T-34), zware tanks (bv. Tiger I) en tank destroyers (bv. M18 Hellcat). Voor piloten zijn er gevechtsvliegtuigen, onderverdeeld in recon planes (Bv. de Henschel Hs 126 B-1), medium fighters (bv. de Messerschmitt BF109E-4) en heavy fighters (bijvoorbeeld de P38 Lightning). De sluipschutters kunnen dezelfde motorfietsen als de infanterie eenheden gebruiken en ze hebben ook toegang tot speciale 'recon cars', licht gepantserde voertuigen met een klein kanon zoals de BA-64 en de SdkFz 222.
Een team bestaat (in staged battles) steeds voornamelijk uit infanterie eenheden. Mogelijke wapens die de infanterie kan gebruiken zijn: messen, pistolen, halfautomatische geweren, grendelgeweren, machinepistolen, machinegeweren, handgranaten, en anti-persoonsmijnen.
Soldaten kunnen ook beschikken over anti-tankwapens zoals anti-tankmijnen, anti-tankgranaten, raketwerpers en de Sovjet-Unie heeft beschikking over een anti-tankgeweer, de PTRD 1941.
Voor alle vuurwapens kunnen ook upgrades ontgrendeld en gekocht worden, zoals kogels, trekkers, veren, vizieren en lopen, die de werking van de wapens kunnen beïnvloeden.

## Ontwikkeling
Voor Heroes & Generals wordt de 3D-spel-engine Retox van de ontwikkelaar Reto-Moto zelf gebruikt, zij het nog een vroege alfaversie. De makers noemen de gebruikte ontwikkelingswijze een "door gebruikers gedreven ontwikkeling". Het idee hierachter is te tonen hoe het spel ontwikkeld wordt en zodoende terugkoppeling van de spelers te krijgen. Regelmatig tonen de ontwikkelaars op hun website waaraan ze op het ogenblik aan het werken zijn, hoe ze dit doen of gedaan hebben.

## Marketing
De eerste trailer werd vrijgegeven op 7 oktober 2011 als een exclusieve video op gametrailers.com.